# Sågtjärnarna (Los socken, Hälsingland, 683272-145154)
Sågtjärnarna är en sjö i Ljusdals kommun i Hälsingland och ingår i Dalälvens huvudavrinningsområde.